# Głębinów
Głębinów (deutsch Glumpenau) ist eine Ortschaft der Stadt-Land-Gemeinde Nysa (Neisse) in Polen. Sie liegt im Powiat Nyski (Kreis Neisse) in der Woiwodschaft Oppeln.

## Geographie

### Geographische Lage
Głębinów liegt im Südwesten der historischen Region Oberschlesien. Der Ort liegt etwa vier Kilometer westlich des Gemeindesitzes und der Kreisstadt Nysa und etwa 60 Kilometer südwestlich der Woiwodschaftshauptstadt Opole.
Głębinów liegt in der Nizina Śląska (Schlesische Tiefebene) innerhalb Dolina Nysy Kłodzkiej (Glatzer Neiße-Tal). Das Dorf liegt nördlichen Ufer vom Jezioro Nyskie (Neisser Stausee). 

### Nachbarorte
Nachbarorte von Głębinów sind im Norden Goświnowice (Friedenthal-Großgiesmannsdorf) und im Osten der Gemeindesitz Nysa (Neisse).

## Geschichte

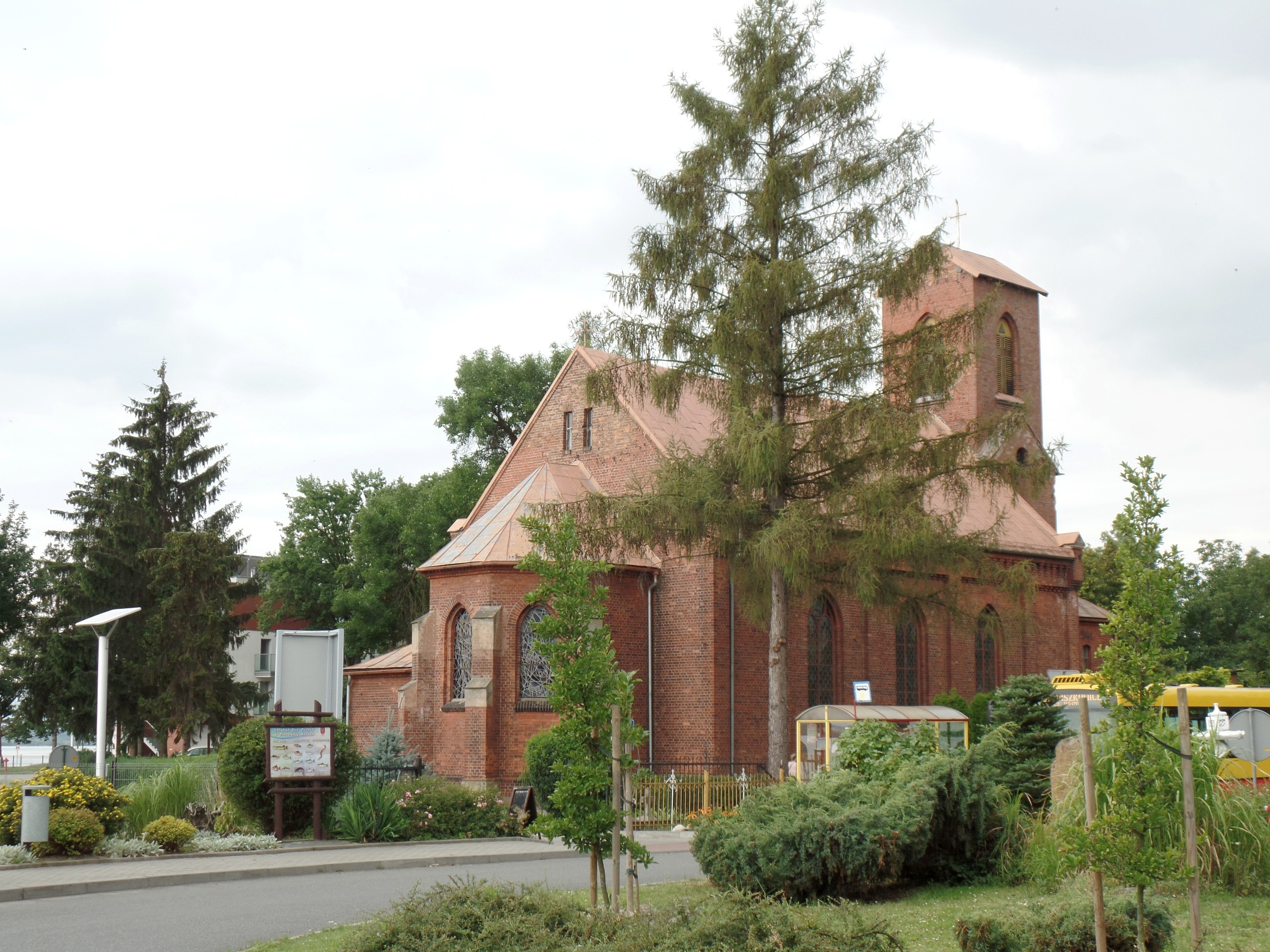
St.-Urban-Kirche

Nach der Gründungsurkunde von 1310 wurden in Glumpengov 18 flämische Hufen einer älteren slawischen Siedlung zu deutschem Recht ausgesetzt. Die bäuerlichen Anwesen waren in der Form fränkischer Gehöfte angelegt worden. Nach dem "Liber fundationis episcopaius Vratislaviensis" besaß der Ort 36 Huben, 2 Schenken und 1 Mühle mit 2 Rädern. Das Unterdorf wurde häufig vom Neißehochwasser heimgesucht; ein Damm schützte es später nur zeitweilig.
1428 suchten die Hussiten das Dorf heim. 1633 gab es eine Pestepidemie. 
1731 wurde eine Kapelle mit dem Patrozinium des hl. Urban für den Gottesdienst im Winter geweiht. Nach dem Ersten Schlesischen Krieg 1742 fiel Glumpenau mit dem größten Teil Schlesiens an Preußen. 1784 gab es ein Schulmeisterhaus im Dorf.
Während der Belagerung Neisses im Jahre 1807 hielten sich ständig feindliche Truppen im Ort auf. Nach der Neuorganisation der Provinz Schlesien gehörte die Landgemeinde Glumpenau ab 1816 zum Landkreis Neisse im Regierungsbezirk Oppeln. 1845 bestanden im Dorf eine Kapelle, eine katholische Schule, ein Wirtshaus und 98 weitere Häuser. Im gleichen Jahr lebten in Glumpenau 513 Menschen, davon sechs evangelisch. Das zweistöckige Schulhaus stammt von 1857. 1865 zählte der Ort 15 Bauernhöfe, 32 Gärtner- und 41 Häuslerstellen. 1866 wurde die Kapelle durch eine Kirche im neugotischen Stil ersetzt. 1874 wurde der Amtsbezirk Großgiesmannsdorf (Kr. Neisse) gegründet, welcher aus den Landgemeinden Gießmannsdorf, Glumpenau, Jentsch, Nowag und Stephansdorf und den Gutsbezirken Gießmannsdorf, Glumpenau, Jentsch, Nowag und Schilde bestand. 1885 zählte Glumpenau 824 Einwohner.
Seit 1923 war der Ort eine selbständige Kuratie. Im Jahr 1925 besuchten 96 Kinder die dreiklassige Schule. 1933 lebten in Glumpenau 755 Menschen. Im Dorf gab es 1937 zwei Bäcker, zwei Fischer, drei Gasthöfe, zwei Gemischtwarenläden, eine Holzhandlung, eine Kiesbaggerei, zwei Korbmacher, eine Restauration, eine Schmiede, einen Schneider, einen Schuhmacher und eine Elektrizitäts-Genossenschaft. 1939 lebten in Glumpenau 753 Menschen. Bis 1945 befand sich der Ort im Landkreis Neisse.
1945 kam der Ort unter polnische Verwaltung und wurde in Glebinow umbenannt, die Bevölkerung wurde vertrieben. 1950 kam Glebinow zur Woiwodschaft Oppeln. Zwischen 1969 und 1971 entstand südlich des Dorfes der Jezioro Nyskie (Neisser Stausee). 1999 kam der Ort zum wiedergegründeten Powiat Nyski. 2011 lebten 635 Menschen im Ort.

### Einwohner und Häuser
1784: 325 Einwohner, 35 Stellen
1845: 513 Einwohner, 98 Häuser
1895: 744 Einwohner, 121 Häuser, 176 Haushalte
1939: 753 Einwohner, 193 Haushalte
2007: 191 Einwohner

## Sehenswürdigkeiten
- Die römisch-katholische St.-Urban-Kirche (poln. Kościół św. Urbana) wurde 1866 im neogotischen Stil erbaut. Sie befindet sich direkt am Ufer des Neisser Stausees.

## Söhne und Töchter der Gemeinde
- Sepp Klose (1925–2000), deutscher Regisseur und Schauspieler